# С лице надолу
С лице надолу (френско заглавие: Tête baissée) е български игрален филм от 2015 година на режисьора Камен Калев. Филмът печели наградата за най-добър режисьор на фестивала Златна роза във Варна.
Филмът е съвместна продукция на България, Франция и Белгия.

## Сюжет
Главен герой е Сами (Мелвил Пупо), който е обвинен от френската полиция във внос на фалшиви пари и за да избегне затвора, става информатор, внедрен под прикритие в българската мафия. Въвлечен е в трафика на хора и се влюбва в млада ромска проститутка (Сехер Небиева), която е принудена да проституира от собствената си майка.

## В ролите
- Мелвил Пупо – Сами
- Лидия Колева – Снежана
- Сехер Небиева – Елка
- Сунай Сюлейман – Ухото
- Атанас Асенов – Цанко
- Юсеф Хайди – Дрис
- Айлин Яй – Ян
- Хосин Чатри – Надер
- Йохан Карлсон – Брайън
- Надежда Илиева – Лидия

## Награди
- Наградата за най-добър режисьор на фестивала „Златна роза“ (Варна, 2015) – за Камен Калев.[3]
- Диплом за музика от фестивала „Златна роза“ (Варна, 2015) – за Калоян Димитров (и за филмите „Виктория“ и „Сняг“).